# AV De Liemers
AV De Liemers is een Nederlandse atletiekvereniging uit Zevenaar die is opgericht op 2 maart 1973. Atletiek Vereniging De Liemers, ook wel AVL genoemd, beschikt over ongeveer 450 leden. Rood, wit en blauw zijn de kleuren van de vereniging, die is aangesloten bij de Atletiekunie.
De atletiekbaan van AV De Liemers is in 2007 voorzien van een nieuwe toplaag. De 400 meter baan beschikt over zes lanen en acht lanen bij de eerste 110 meter.
- Een verlengd stuk voor de 110 meter horden
- Twee kogelbakken
- Twee discus-/kogelslingerkooien
- Twee speerwerp-/balwerpaanlopen
- Drie verspringbakken
- Twee hink-stap-sprongbakken
- Een polstokhoogspringmat met aanloop aan twee kanten
- Twee hoogspringmatten

## Bekende clubatleten
- Frank Futselaar